# Alamo Square
Alamo Square é um bairro residencial e um parque localizado em São Francisco, na Califórnia, Estados Unidos.
É conhecido pelas casas chamadas Painted Ladies ("Damas Coloridas").